# Thrill Seekers
Đối với bộ phim Mỹ năm 1999, xem Thrill Seekers (phim).
Thrill Seekers là một hợp vốn Bốn Truyền hình sao hàng loạt mà được sản xuất vào năm 1973 và 1974. Nó được tổ chức bởi Chuck Connors và giới thiệu những người thực hiện các pha nguy hiểm. Một trong số đó là người phụ nữ đóng thế người Úc, Carol Cranston, người đang làm việc với John Anderson Mustang Hell Driver ở Mỹ. Tập phim Thrill Seekers của cô được quay tại khu trưng bày Terre Haute, Indiana, nơi Cranston thực hiện một cú ngã cao vào các hộp các tông, thực hiện một cú đánh và chạy với tốc độ 30 dặm/giờ, và bị một chiếc xe tải chạy qua một tấm ván đặt ngang qua giữa cô (xem Cranston, cũng nhà sản xuất Crawford). Một thành viên khác của Mustang Hell Driver, Pat Jackson, đã trình diễn trong loạt phim trong đó cô nhảy một chiếc xe tải nhỏ từ đoạn đường nối đến đoạn đường nối.